# Rudňany
Rudňany és un poble i municipi d'Eslovàquia a la regió de Košice.

## Història
La primera referència escrita de la vila data del 1360.

## Demografia
| Godina             | 1994 | 2004    | 2014    | 2024    |
| ------------------ | ---- | ------- | ------- | ------- |
| Nombre de persones | 2939 | 3432    | 4246    | 5129    |
| Diferència         |      | +16,77% | +23,71% | +20,79% |

| Godina             | 2023 | 2024   |
| ------------------ | ---- | ------ |
| Nombre de persones | 4999 | 5129   |
| Diferència         |      | +2,60% |